# بامبوترول
بامبوترول (انگلیسی: Bambuterol) یک آگونیست گیرنده β آدرنرژیک طولانی‌اثر (LABA) است که در درمان آسم استفاده می‌شود. همچنین یک پیش‌داروی تربوتالین است. شرکت داروسازی آسترازنکا بامبوترول را با نام‌های Bambec و Oxeol تولید و به بازار عرضه می‌کند.
این دارو در ایالات متحده موجود نیست.
بامبوترول مانند سایر LABAها، بامبوترول در مدیریت طولانی مدت آسم پایدار استفاده می‌شود. این دارو نباید به عنوان یک داروی نجات برای تسکین کوتاه مدت علائم آسم استفاده شود.

## موارد منع مصرف
بامبوترول در بارداری و در افرادی که به طور جدی عملکرد کبدی دارند ممنوع است. این دارو می‌تواند توسط افراد مبتلا به نارسایی کلیوی استفاده شود، اما تنظیم دوز ضروری است.

## عوارض جانبی
نمایه اثرات نامطلوب بامبوترول شبیه سالبوتامول است و ممکن است شامل خستگی، حالت تهوع، تپش قلب، سردرد، سرگیجه و لرزش باشد.

## تداخلات
تجویز همزمان بامبوترول با کورتیکواستروئیدها، دیورتیک‌ها و مشتقات گزانتین (مانند تئوفیلین) خطر هیپوکالمی (کاهش سطح پتاسیم در خون) را افزایش می‌دهد.
بامبوترول به عنوان یک مهارکننده کولین استراز عمل می‌کند و می‌تواند طول مدت اثر سوکسامتونیوم (سوکسینیل کولین) و سایر داروهایی را که تجزیه آن در بدن به عملکرد کولین استراز بستگی دارد، طولانی‌تر کند. فعالیت بوتیریل کولین استراز تقریباً دو هفته پس از قطع بامبوترول به حالت عادی باز می‌گردد. همچنین می‌تواند اثرات مسدودکننده‌های عصبی-عضلانی غیردپولاریزه‌کننده مانند وکورونیم بروماید را افزایش دهد.